# 片桐幸雄
片桐 幸雄（かたぎり さちお、1948年 - ）は、日本の元日本道路公団職員。経済評論家。新潟県生まれ。

## 経歴
1973年横浜国立大学経済学部卒業。日本道路公団に入社。同公団総務部次長、内閣府参事官（道路関係四公団民営化推進委員会事務局次長）公団四国支社調査役を歴任する。
道路関係四公団民営化推進委員会事務局次長の後、道路公団総裁藤井治芳に「調査役のポストしか空いていない」ということで、公団四国支社副支社長に就任。公団「幻の財務諸表」問題で、雑誌『文藝春秋』に内部告発手記を発表。このため、2003年に副支社長を解任され、同支社調査役にされた。日本道路公団はさらに片桐に対し民事訴訟を起こしたが、藤井が解任され、混乱収拾のため訴訟を後に取り下げている。
道路公団の債務処理には「税金投入が必要」との自説をもつ。

## 著書
- 『国際通貨問題の課題』（批評社、1996年） ISBN 978-4-8265-0213-9
- 『現代の資本主義を読む』（共著）（批評社、2004年）
- 『市場経済と共同体』（共著）（社会評論社、2006年）
- 『スラッファの謎を楽しむ　『商品による商品の生産』を読むために』（社会評論社、2007年）ISBN 978-4-7845-0875-4
- 『なぜ税金で銀行を救うのか―庶民のための金融・財政入門』（社会評論社、2012年）ISBN 978-4-7845-1811-1
- 『左遷を楽しむ -日本道路公団四国支社の一年』（社会評論社、2015年）ISBN 978-4-7845-1136-5